# Davidson Ezinwa
Davidson Ezinwa (* 22. November 1971) ist ein ehemaliger nigerianischer Sprinter.
Nachdem er 1988 im Alter von nur 16 Jahren mit einer Zeit von 20,97 s Afrikameister im 200-Meter-Lauf geworden war, wurde er für die nigerianische 4-mal-400-Meter-Staffel bei den Olympischen Spielen in Seoul nominiert. Dort kam er in der Vorrunde zum Einsatz, die Staffel schied später im Halbfinale aus.
Bei den Afrikameisterschaften 1989 in Lagos gewann er über 200 Meter in 20,82 s die Silbermedaille hinter seinem Landsmann Olapade Adeniken. 1990 wurde Ezinwa Juniorenweltmeister im 100-Meter-Lauf und holte bei den Wettkämpfen in Plowdiw außerdem Silber im 200-Meter-Lauf und Bronze in der 4-mal-100-Meter-Staffel. Darüber hinaus wurde er bei den Commonwealth Games in Auckland Zweiter über 100 Meter. 1991 gewann er bei den Panafrikanischen Spielen in Kairo hinter Frank Fredericks ebenfalls die Silbermedaille im 100-Meter-Lauf. Im selben Jahr belegte er bei den Weltmeisterschaften in Tokio in der Staffel den vierten Rang. Im 100-Meter-Lauf schied er dagegen bereits in der Vorrunde aus.
Den wohl größten Erfolg seiner Karriere feierte er bei den Olympischen Spielen 1992 in Barcelona. Dort gewann er als Schlussläufer in der 4-mal-100-Meter-Staffel gemeinsam mit Oluyemi Kayode, Chidi Imoh und Olapade Adeniken die Silbermedaille. Mit einer Zeit von 37,98 s musste sich das nigerianische Quartett lediglich der Staffel aus den Vereinigten Staaten geschlagen geben, die im Finale mit 37,40 s einen Weltrekord aufstellte. Ezinwa startete in Barcelona auch im 100-Meter-Lauf und belegte hier den achten Platz.
Bei den Panafrikanischen Spielen 1995 in Harare siegte er über 100 Meter. Im Februar 1996 wurde er wegen der illegalen Einnahme des Stimulans Ephedrin vom Leichtathletikweltverband IAAF für drei Monate gesperrt. Nach Ablauf der Sperre konnte er an den Olympischen Spielen in Atlanta teilnehmen, wo er im 100-Meter-Lauf Sechster wurde und mit der Staffel in der Halbfinalrunde ausschied.
1997 gewann Ezinwa bei den Hallenweltmeisterschaften in Paris in persönlicher Bestzeit von 6,52 s die Bronzemedaille im 60-Meter-Lauf. Später in der Saison holte er bei den Weltmeisterschaften in Athen die Silbermedaille in der 4-mal-100-Meter-Staffel. Zusammen mit seinem Zwillingsbruder Osmond Ezinwa, Olapade Adeniken und Francis Obikwelu musste er sich als Schlussläufer in 38,07 s nur der kanadischen Mannschaft geschlagen geben. In derselben Aufstellung hatte die nigerianische Stafette in der Halbfinalrunde mit einer Zeit von 37,94 s einen Kontinentalrekord aufgestellt. Außerdem startete Ezinwa bei den Wettkämpfen in Athen auch im 100-Meter-Lauf und belegte dort den sechsten Platz.
Seinen letzten internationalen Auftritt hatte er bei den Hallenweltmeisterschaften 1999 in Sevilla. Nachdem er im 100-Meter-Lauf im Halbfinale ausgeschieden war, wurde er positiv auf das Peptidhormon hCG getestet. Nach diesem Dopingbefund musste er als Wiederholungstäter seine Leistungssportkarriere beenden.
Davidson Ezinwa ist 1,84 m groß und wog in seiner aktiven Zeit 82 kg.

## Bestleistungen
- 50 m (Halle): 5,64 s, 15. Februar 1992, Los Angeles
- 60 m (Halle): 6,51 s, 29. Januar 1999, Chemnitz
- 100 m: 9,94 s, 4. Juli 1994, Linz
- 200 m: 20,25 s, 6. Juni 2002, Sevilla
  - Halle: 21,00 s, 17. Februar 1990, Flagstaff